# 정권진
정권진(鄭權鎭, 1927년 ~ 1986년)은 대한민국의 국악인이다. 전남 보성에서 태어났다. 어려서부터 정응민에게서 강산제 판소리를 배워 생전에 강산제 판소리를 가장 뚜렷하게 보유한 이들 중 하나였다. 강산제는 박유전 소리제로 정재근, 정응민에게 전해진 것이다. 《심청가》, 《춘향가》, 《수궁가》, 《적벽가》를 보유하고 있으며, 그가 부른 《심청가》는 무형문화재 제36호로 지정되었다. 박봉술과 아울러 고제 판소리의 보유자로 꼽히고 있다. 국악예술학교 교사, 국립국극단 단원, 전주우석대 겸임교수, 판소리 보존연구회 회원을 역임하였다.